# 冠囊菌目
冠囊菌目为核菌纲的一科真菌。

## 下属分类
本科包括以下属：
- 葚座科 Bertiaceae
- 刺小球壳菌科 Chaetosphaerellaceae
- 冠囊菌科 Coronophoraceae
- 凹球壳科 Nitschkiaceae
- 瓷皮壳菌科 Scortechiniaceae

科的地位未定的属：
- Sphaerodes Clem.
- Tengiomyces